# 李建泰
李建泰（？—1649年），字復余，號括蒼，山西曲沃人，明末清初政治人物。

## 生平
天启元年辛酉科舉人，五年（1625年）乙丑進士，改庶吉士，崇祯元年（1628年）授翰林院编修，历任國子監祭酒，颇著声望。崇祯十六年（1643年）五月，擢吏部右侍郎，十一月入閣，拜東閣大學士。史稱“風骨峭拔”、“性情慷慨”。
李的家鄉遭到李自成破壞，故有平定李自成之心。不久，平阳失陷，崇祯帝临朝叹曰：「朕非亡国之君，事事皆亡国之象。祖宗栉风沐雨之天下，一朝失之，何面目见于地下！朕愿督师亲决一战，身死沙场无所恨，但死不瞑目耳！」此時，建泰以家鄉被李自成所破，銳意一雪前恥為由領兵。崇祯帝賜與建泰兵部尚书一職及尚方剑，便宜从事。
行軍數里後，士兵見所乘肩舆忽折斷，均認为不祥之兆。朔後，建泰得悉山西峰火遍野，故意放慢行軍速度，每日只行三十里，到涿州時，約有士兵三千人逃脫。行進至河間府東光縣，因軍紀不整，東光縣閉城拒守，建泰停留攻城三日，破城；至順德府廣宗縣，當地士紳同樣閉城不納，建泰停留三日攻破，殺當地鄉紳王佐、知縣張宏基。二月，形勢急轉直下，李建泰派人上奏說：「賊勢大，不可敵矣。願奉皇太子南去。」至保定時，李自成軍逼近，明軍不敢前進，李建泰已病，中軍郭中傑有見及此，向李自成投降。保定隨即陷落，知府何复、乡官张罗彦等被殺。建泰自刎不成，被李自成之將刘芳亮所捕。
清兵入關後，李被召为内院大学士（內閣大學士之前身），不久後罷官。順治六年（1649年）姜瓖於大同起事，建泰響應。卻兵败而歸。李對其五十妾言：「吾今必死，汝輩有一人肯從吾死者乎？」隨後，李被擒殺。

## 家族
高祖李浩，成化甲辰进士，官礼部尚书，赠太保，谥庄简。曾祖李镛，嘉靖丙戌进士，官顺天府丞。有子李承华、李承宠。
祖李承宠，字達甫，万历庚辰贡入太学，以子仰赠文林郎寿张县知县，以子備赠奉直大夫户部员外郎。父李備，万历二十二年甲午举人，官常德府知府。叔李仰，甲午举人，官葭州知州。